# Wilhelm Feutner
Wilhelm Feutner (* 19. August 1905 in Mörfelden; † 2. März 1979) war ein deutscher Politiker (KPD) und ehemaliger Abgeordneter der Verfassungberatenden Landesversammlung Groß-Hessen dem Vorgänger des Hessischen Landtags.
Wilhelm Feutner besuchte 1911 bis 1919 die Volksschule in Mörfelden und 1919 bis 1924 die Kunstgewerbeschule in Frankfurt am Main. Er war Leiter des Sekretariats der KPD im Kreis Groß-Gerau. 1932, also noch zur Zeit der Weimarer Republik  wurde er wegen Hoch- und Landesverrat sechs Monate Gefängnis verurteilt. Nach der Machtergreifung der Nationalsozialisten wurde er 1933 verhaftet und im KZ Osthofen festgehalten. 1934 bis 1945 war er technischer Angestellter bei der Adam Opel AG in Rüsselsheim. 1934 war er illegaler Leiter der kommunistischen Widerstandsbewegung bei Opel. 1944 wurde er von der Gestapo erneut (wegen Verbreitung von Rundfunknachrichten des Auslandes) verhaftet. 1945 bis zur Pensionierung 1970 war er zuerst Beamter bei der Staatsanwaltschaft, dann beim Landgericht in Frankfurt am Main.
Wilhelm Feutner war 1928 bis 1933 und erneut ab 1945 Mitglied der KPD. Vom 15. Juli 1946 bis zum 30. November 1946 war er Mitglied der Verfassungberatenden Landesversammlung Groß-Hessen.